# 国別のライドシェア会社の合法性
国別のライドシェア会社の合法性（くにべつのライドシェアかいしゃのごうほうせい、英語：Legality of ridesharing companies by country）とは、国別のライドシェア企業に対する法的な対応となり、多くの政府や団体、コミュニティがライドシェア会社を管理するための法や規制を確立している。一部の国や地域では営利目的のライドシェア事業は完全に違法である。規制には、運転手の身辺調査、運賃、運転手の人数、免許などの要件が含まれる。
タクシーの業界団体は、ライドシェアリング会社は自分たちのビジネスを奪う違法なタクシー事業であると主張している。反面、ライドシェア企業に有利な法規制の緩和を政府に求める声もある。
ライドシェアリング会社は、オレゴン州の一部、ブルガリア、デンマーク、ハンガリー、ドイツなどの国では、法的規制のために禁止されているか、自主的に撤退した。UberPopレベルのサービスは、イタリア、フランス、オランダ、フィンランドでは禁止されている。

## 国別の合法性

### オーストラリア
ドライバーに対するGST支払い義務
2015年5月、オーストラリア国税庁（ATO）は、ライドシェアリング会社を通じて収入を得るドライバーは、オーストラリアのACN（Australian Company Number；企業番号）を取得し、物品サービス税（Goods and Services Tax, GST）を支払うために登録する必要があるとする指令を発表した。これを受けUberはオーストラリア連邦裁判所に提訴し、オーストラリア国税庁による公示は「Uberのドライバーパートナーを不当にターゲットにしている」と主張した。2017年2月、裁判官はオーストラリア国税庁に有利な判決を下し、ドライバーにGSTの登録、徴収、納付を義務付けた。ATOの判決は75,000豪ドル以上の収益を計上した事業者にのみGSTの徴収と納付を義務付けているが、オーストラリアの他の小規模企業に適用されている基準を覆すものである。
オーストラリア首都特別地域
オーストラリア首都特別地域では2015年9月にライドシェアが合法化された。同時に、タクシーやハイヤーの料金が引き下げられ、ライドシェア事業者との競争が可能になった。タクシーは引き続き、タクシー乗り場での業務やハイヤーの排他的権利を有する。
ニューサウスウェールズ州
2014年4月30日、ニューサウスウェールズ州交通省は、ライドシェア会社のサービスは、適切に認定されたドライバーによってライセンスを持つタクシーまたはハイヤーで提供される必要があることを明確にした。2014年12月には、ニューサウスウェールズ州政府は4月にUberのシドニーオフィスに対し予告なしの強制捜査を行う。
2015年8月には、ニューサウスウェールズ州政府がUberの規制を検討するためのタスクフォースを設立。2015年12月17日から、タクシーとライドシェアを利用した乗客は、5年間1回の利用毎に1ドルの課金を行い、タクシーライセンス保有者向けの2億5,000万ドルの補償基金を設立するための資金に充てられている。これはライドシェア業界の成長に伴う業界への財政的影響を緩和することを目的としている。
ノーザンテリトリー
ノーザンテリトリーではで2018年1月にライドシェアは合法化され、タクシー、ミニバス、プライベートハイヤー、などと共に全ての利用に対し1ドルの課金が課せられた。
クイーンズランド州
2014年11月中旬、クイーンズランド州タクシーカウンシル（TCQ）は、Uberに対する抗議活動を開始。Uberはこれらの主張に対し釈明を行っている。
2016年9月5日、クイーンズランド州でライドシェアは合法化された。
サウスオーストラリア州
サウスオーストラリア州では2015年1月に開始されたレビューを受け、2016年7月1日、サウスオーストラリア州で合法化された。改革パッケージ案の一環として、タクシー業界関係者に対して補償が確立された結果、都市部では乗車課金制度が導入され、その資金が補償に充てられた。タクシーは引き続き待機場所での運行や路上の利用に対する排他的な権利を有している。
タスマニア
タスマニア州では2016年12月に合法化された。
ビクトリア州
2014年5月6日、ビクトリア州タクシーサービス委員会（TSC）はUberのドライバーに対して1,723豪ドルの罰金を科した。州の役人は、州の交通法を見直すとも述べ、このドライバーに科せられた罰金に関しUberは肩代わりすることを発表した。
2015年12月4日、Uberのドライバーがライセンスや登録なしでハイヤー車両を運転したとして有罪判決を受けた。この事件はUberのドライバーに対して提起された12件の訴訟うちの一件目となるものであった。しかし、2016年5月18日に控訴し判決が覆された結果、ビクトリア州では実質的にUberは合法化された。
2016年8月25日、ビクトリア州政府はライドシェアを合法化する計画を発表。2018年からタクシーライセンスは廃止され、州内すべてのタクシーおよびライドブッキングサービスに対し、8年間にわたる1豪ドルの課金制度が導入され、この資金でライセンス所有者に対し補償が行われる制度である。
ウェスタンオーストラリア州
西オーストラリア州では、ライドシェア会社はタクシー同様、営業に必要な包括する許可証を申請する必要があるという要件を含んだ新しい規制が2015年12月18日から導入され、Uberとタクシー業界の双方がこの規制を支持した。

### バングラデシュ
ライドシェアは2016年11月22日に首都ダッカで開始されたが、開始からわずか36時間後、バングラデシュ道路交通局（BRTA）が違法であると宣言。Uberおよび他のライドシェア会社は、政府に対しライドシェアの合法化を働きかけた。政府の禁止通達が有効であった中、ライドシェア会社は都市部で営業を強行。2017年12月3日、BRTAはライドシェア会社向けのガイドラインを策定し、大半のライドシェア企業は2018年2月までに営業許可を取得した。
ダッカとチッタゴンのCNGオートリキシャドライバーは、2017年12月27日から28日にかけストライキを実施し、ライドシェア会社の中止を含む8つの要求を提出。なお、CNGオートリキシャドライバーは、乗客に高額な運賃を請求し交通規則を破り、乗客に対する不適切な行為など悪名が高いことで知られる。2018年初頭、多くのCNGオートリキシャドライバーがUberなどのライドシェア会社に参入することを決定し、アプリなどを通じオートリキシャサービスの提供を開始した。

### ベルギー
2014年4月、Uberはブリュッセルで禁止され、タクシーライセンスを持っていないドライバーに運賃を提供した場合、10,000ユーロの罰金が課される可能性があると警告。ブリュッセルのインフラと交通に権限を持つ市の連邦地域行政機関であるブリュッセル・モビリテ（Bruxelles-Mobilite）は、2014年3月以降、Uberに関連する13台の車両を押収し、そのサービスを2014年6月に違法であると発表。行政の広報担当者はまた、ブリュッセル・モビリテが規制されている区域内における違法なタクシードライバーの問題にも対処しているとした。ブリュッセルで既に禁止されていたにもかかわらず、Uberは2014年6月にウェブサイトLinkedIn内においてブリュッセルを拠点した責任者の募集を行っている。募集要項にはその役割が「Uberが提供する中でも最も要求の厳しいポジション」であると記載されていた。
2015年10月、UberはUberPOPサービスを一時的に停止したが、ライセンスを持つドライバーを利用するシェアサービスであるUberXは継続して運用された。
2018年3月、タクシードライバーは道路を封鎖する抗議行動を行い、ライドシェア企業が運営しやすくする政府の計画案の撤回を求めた。

### ブラジル

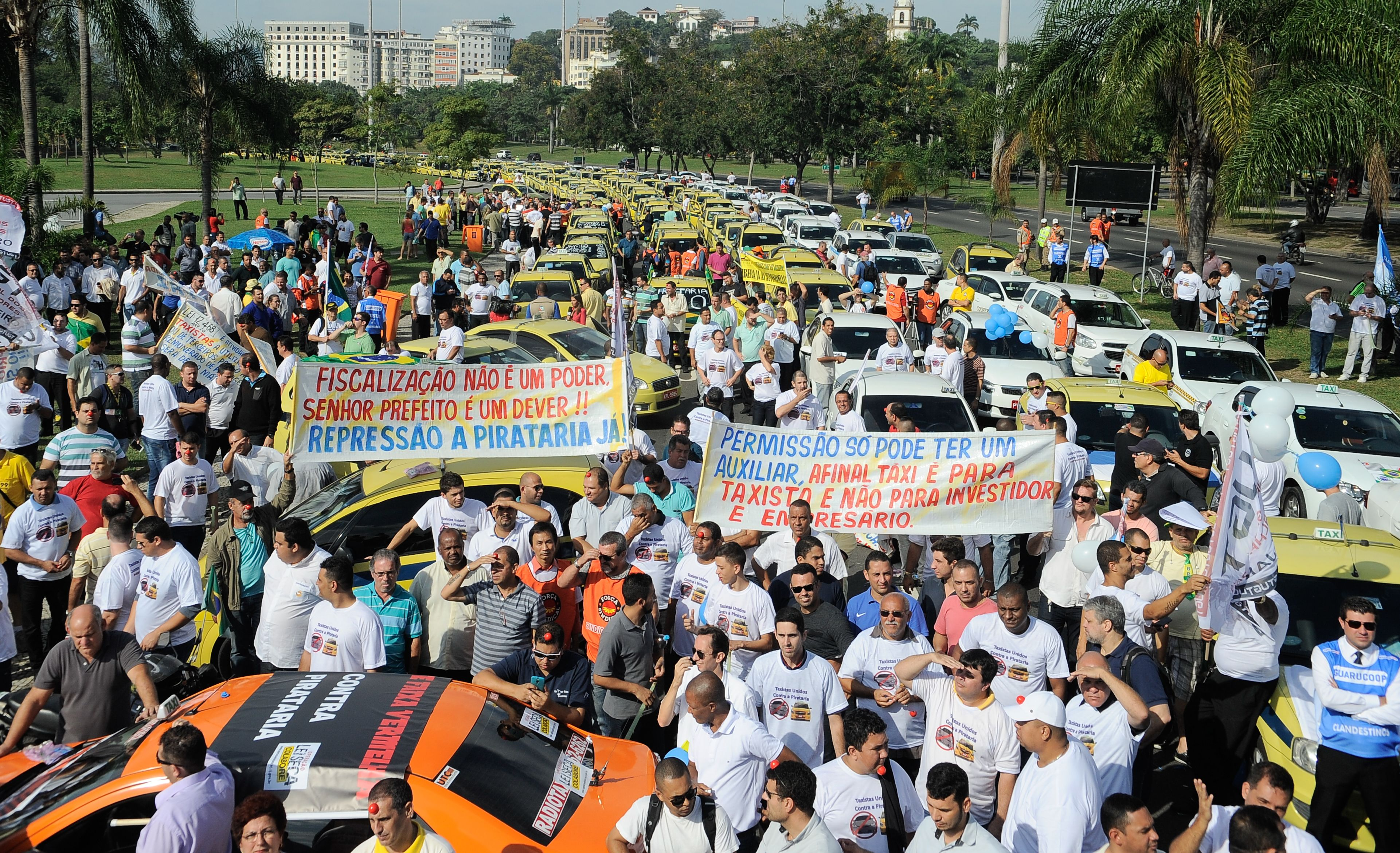
リオデジャネイロで行われたタクシードライバーらによる抗議活動

2015年4月29日、ブラジルの裁判所はタクシードライバー組合の苦情に応えUberを禁止した。裁判所はApple、Google、Microsoft、サムソンに対し、ブラジルの住民がUberのモバイルアプリを使用したりインスストールすることを防ぐよう命じた。しかし、数週間後にこの命令は撤回され、Uberは通常通り営業可能となった。
2015年7月24日、リオデジャネイロで1,000人のタクシードライバーが朝のラッシュ時に道路を封鎖するストを敢行。議会はサンパウロとブラジリアではUberを禁止することを決定した。
2015年10月、サンパウロ市長であるフェルナンド・ハダドは、「ブラックタクシー」という新しいカテゴリーを許可する法案に署名。これらのタクシーは市内の既存のライセンスを持つタクシーと平行して運行され、モバイルアプリを介してのみ予約できるものとなるが、Uberはこの提案を拒否した。
2015年末、ブラジルでUberのドライバーがタクシードライバーに襲撃され、同様の事件が続発した。

### ブルガリア
Uberは2014年12月にソフィアで運用を開始した。しかし、2015年9月にUberは不公平な取引慣行に対して課された罰金制度が継続された結果、ブルガリアでのサービスを停止した。

### カナダ
カナダのUberドライバーは、収入に関係なく法人登録を行い、運賃から消費税（HST；Harmonized Sales Tax）と、物品税（GST；Goods and Services Tax）を徴収し、納付することが義務付けられている。
トロント
2012年12月5日、トロント市当局はUberを無免許タクシー仲介業と無免許リムジンサービスの営業を含む25の自治体免許法違反で起訴した。自治体当局は、ライバルのタクシー配車アプリ企業は営業に必要な認可を取得していたと述べ、Uberに対し地元の法規制を遵守するよう勧告。ジョン・トリー市長を含む一部からの支持にもかかわらず、トロント警察はUber運転手の取り締まりを開始した。 2015年7月、オンタリオ州のタクシー業界やリムジンの運転手、仲介業者、所有者を代表し、UberXとUberXLに対してトロントで4億ドルの集団訴訟が起こされた。2016年3月には地元のタクシー運転手が一個人としてUberの差し止め請求を提出。トロント市議は、UberXを利用する乗客に対し、最高20,000ドルの罰金が科される可能性があると警告した。2016年3月3日、トロント市議会において何時間にも及ぶ激しい議論の末、UberXが条件付きで市内で合法的に営業することを認める条例を可決し、同時にタクシーに対する規制緩和策も発表した。
エドモントン
エドモントン当局は2015年9月9日、Uberがエドモントンで合法的に営業することを許可するためのライドシェア条例案を発表したが、Uberは付随する規制案に対し反対を表明。Uberは2016年3月1日付でエドモントンにおいて合法化された。しかし、Uberは必要な保険が契約できないことを理由に、2016年3月1日にエドモントンでの営業を停止。Uberは保険や運転手の適切な免許がないにもかかわらず、エドモントン以外での営業を継続した。Uberは、州がライドシェアリング企業専用の保険が承認される7月1日までエドモントンの路上から車両を引き上げている。
カルガリー
2015年、アルバータ州カルガリーでは、保険に加入せずUberのための運転していた少なくとも17人のドライバーを起訴した。2016年12月にカルガリーでの営業が合法化された。
サレー
2020年、ダグ・マッカラム市長は、ブリティッシュコロンビア州の州法では自治体がライドシェアを阻止する権限を持っていないにもかかわらず、サレー市でのUberの営業を禁止したことでメディアから批判を浴びた。マッカラム市長は、Uberの禁止令はサリー市で働くタクシー運転手の雇用を守るために制定されたと述べた。禁止令の一環として、市内で乗客を乗せているところを摘発されたUberの運転手は、500ドルの罰金を支払わなければならない。Uberとの法廷闘争に敗れた後、ブリティッシュ・コロンビア最高裁判所の判事は、Uberや他の州法で規制されているライドシェアリング会社が管轄区域内で自由に営業できるよう、市に対して罰金の支払いを停止するよう命じた。
ケベック州
Uberに対しケベック州政府がドライバーに35時間の講習と身辺調査を義務付ける規制を出した後、ケベック州政府との間で交渉が続けられている。
2019年1月時点でUberと同じく実証実験を行い、ケベック州政府はモントリオール、ケベック、ガティノーでの地域協同組合による代替サービスである「Eva」の営業を認可した。Evaは2019年5月にアプリケーションの提供を開始し、ケベックで2番目に利用されるアプリケーションとなった。
ハリファックス
2020年11月1日の条例改正により、ライドシェアリング会社がノバスコシア州ハリファックスで営業を開始することが正式に認可された。Uberは2020年12月3日に同市でサービスを開始した。
ニューブランズウィック州
2020年11月、ニューブランズウィック州はライドシェアリング会社に営業権を与える法案を可決し、地元自治体にその利用に関する規制を求めている。

### コスタリカ
2015年8月21日、Uberはコスタリカで営業を開始したが、即座に複数のUberドライバーがタクシードライバーから襲撃される事件が発生した。

### 中国
2014年12月、中国重慶において、20名以上のドライバーが参加しUberが主催した講習会に警察による強制捜査が行われた。2015年4月には、中国当局が広東省広州市のUberのオフィスに対し強制捜査を行っている。
2015年5月6日、地元警察が四川省成都にあるUberのオフィスに対し強制捜査を実施。
2016年、Uberは中国での事業から撤退し、権利を滴滴出行に売却した。

### クロアチア
クロアチアにおけるUberの導入は、グリーン・オルタネイティブ党（ORaH）と主要なタクシー会社の双方からの抵抗に直面した。主な懸念は、Uberの運賃設定が運転手やガソリン、車の整備、乗客に対する保険、健康保険、退職保険費用などの経費を適切に補償しないと考えていたこと、さらに、Uberの運賃には付加価値税（VAT）や追加課税が含まれていないことも指摘している。
これらの異議にもかかわらず、2015年10月にクロアチアのザグレブでサービスを開始。その後、2016年6月には、スプリトとドゥブロヴニクの都市でも営業を開始した。
Uberのクロアチアへの参入は争いを避けられない結果となった。2016年9月には、ザグレブ国際空港で客待ちをしていたUberの運転手がタクシー運転手の一団に襲撃される事件が発生。Uberの運転手は乗客が到着する前に予約をキャンセルし逃走を試みているが、襲撃した一団はその後を執拗に追跡した。この事件は被害者によって撮影されていたため警察に通報した。
Uberの導入は、世界中の多くで伝統的なタクシーサービス、やタクシー運転手の生計や法規制などの影響に関する論争や議論を引き起こしている。これらの懸念はクロアチアだけに留まらず、様々な国でも同様に発生している。

### チェコ共和国
チェコ共和国におけるUberに対する最大の抗議活動は、2018年2月にプラハで発生した。この抗議活動では、タクシー運転手たちが高速道路を往来し故意に塞いでおり、数日間にわたって繰り返された。2017年10月には、ヴァーツラフ・ハヴェル・プラハ国際空港近くで抗議活動を行い、プラハの主要道路が一時的に占拠された。
2017年7月にUberの活動はブルノで一時的に地域裁判所によって停止されたが、同年10月には上級裁判所がこの措置を取り消している。
2018年3月には、Uberはチェコ政府との間で合意を締結。この合意に基づき、運転手はタクシー運転手同様ライセンスを取得する必要がある。この合意により、Uberの運転手は正式なタクシー運転手として認知されることとなり、規制の面で透明性が高まることが期待された。

### デンマーク
デンマークでは、UberBlackとUberPopが2014年11月にコペンハーゲンで導入された後、デンマーク運輸庁がUberが違法に営業しているとして苦情を提出。2015年1月に、デンマークの交通大臣はUberに反対している訳ではないとしながらも、アプリはデンマークの法律に違反していると指摘し、利用客の安全と従業員の講習が主要な懸念であると述べた。
2016年7月、6人のUberドライバーがライセンスなしでタクシーサービスを提供したとして有罪判決を受けた。警察は48人以上のUberドライバーに対してもライセンスのない旅客輸送の罪で告発した。
2016年11月18日、デンマークの東部高等裁判所 Østre Landsret はUberは違法タクシーサービスであるとの司法判断を下した。
Uberはデンマークでの営業を2017年4月に停止した。この決定は、デンマークの規制当局とUberの間での法的な論争と対立によるものであった。

### エジプト
2016年に、タクシー運転手らによる抗議活動、座り込み、暴力行為が複数回発生。2018年3月には訴訟が提起されている。しかし、エジプト政府はこれらの出来事を経て、2018年5月にUberとカリームを合法化した。新たな規制ではライドシェア会社はライセンス料を支払い、利用者のデータを政府と共有することが求められた。

### 欧州連合（EU）

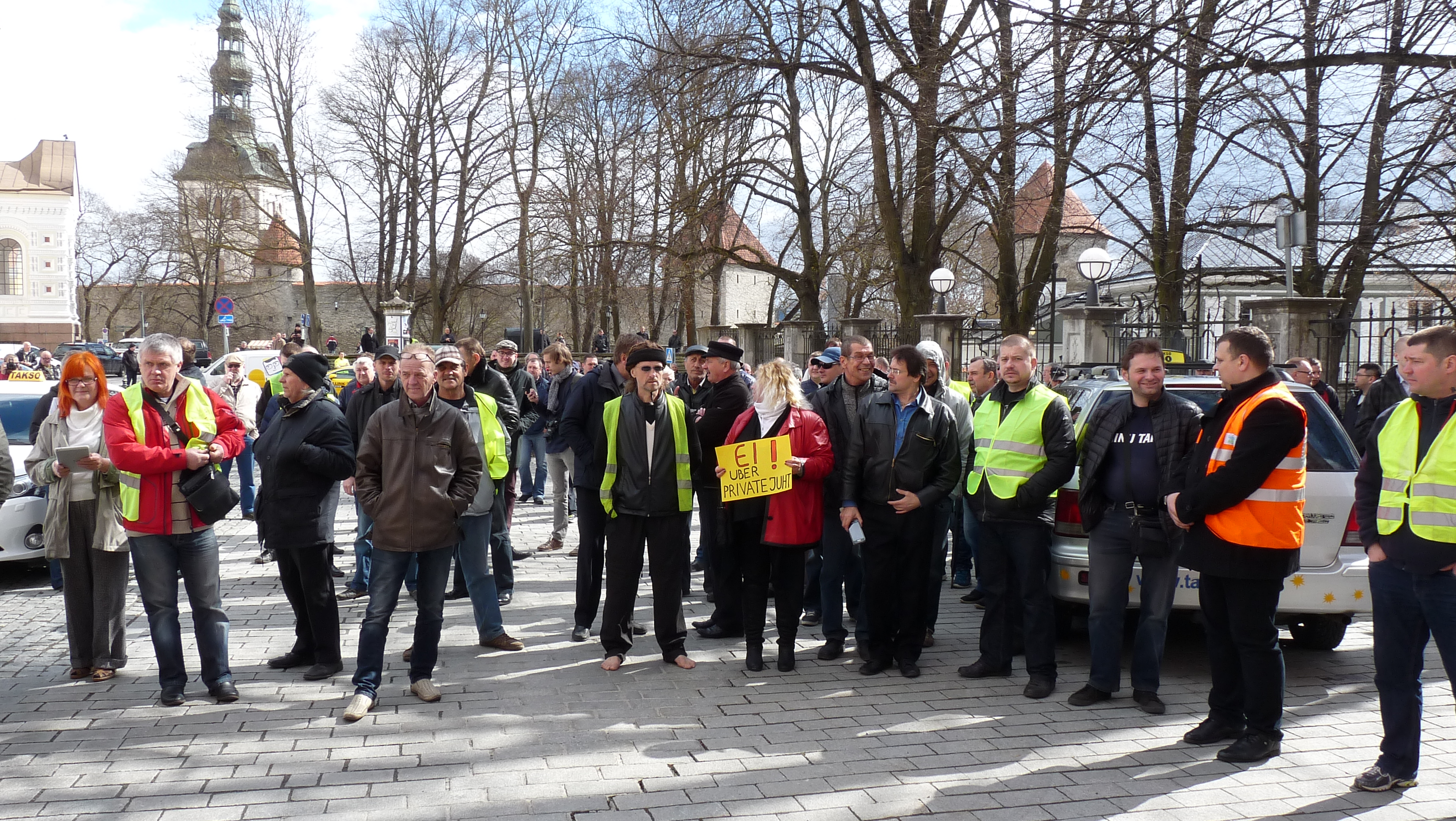
EU加盟国であるエストニアの首都タリンで行われたタクシードライバーらによる抗議活動

2014年6月11日、ヨーロッパの主要都市においてタクシー運転手が協力し、ライドシェア台頭による収入減などの脅威に対する抗議活動として道路を封鎖した。タクシー運転手は、Uberや同様のスマートフォンアプリを利用したライドシェアサービスが、タクシーに課せられている手数料や法規制が適用されていないため不公平であると主張した。
2017年12月、欧州司法裁判所は、Uberは旅客運送事業者であり、IT企業ではないと判断し、欧州連合加盟国間の中で地域の法規制が適用されるべきであるとの司法判決を下した。これにより、UberはEU加盟国間での規制対象となった。

### フィンランド
Uberは2014年にヘルシンキでUberPopを開始。しかし、2016年9月にはヘルシンキ控訴裁判所がUberは違法であると判断を下した。その理由は、Uberがタクシーのライセンスを所有していなかったためである。この判決により、Uberのドライバーは刑事訴追の対象となった。
しかし、2018年にはフィンランドでUberは合法化された。その後、正式にフィンランドで営業を再開し、法規制の下でサービスを提供することが求められている。

### フランス

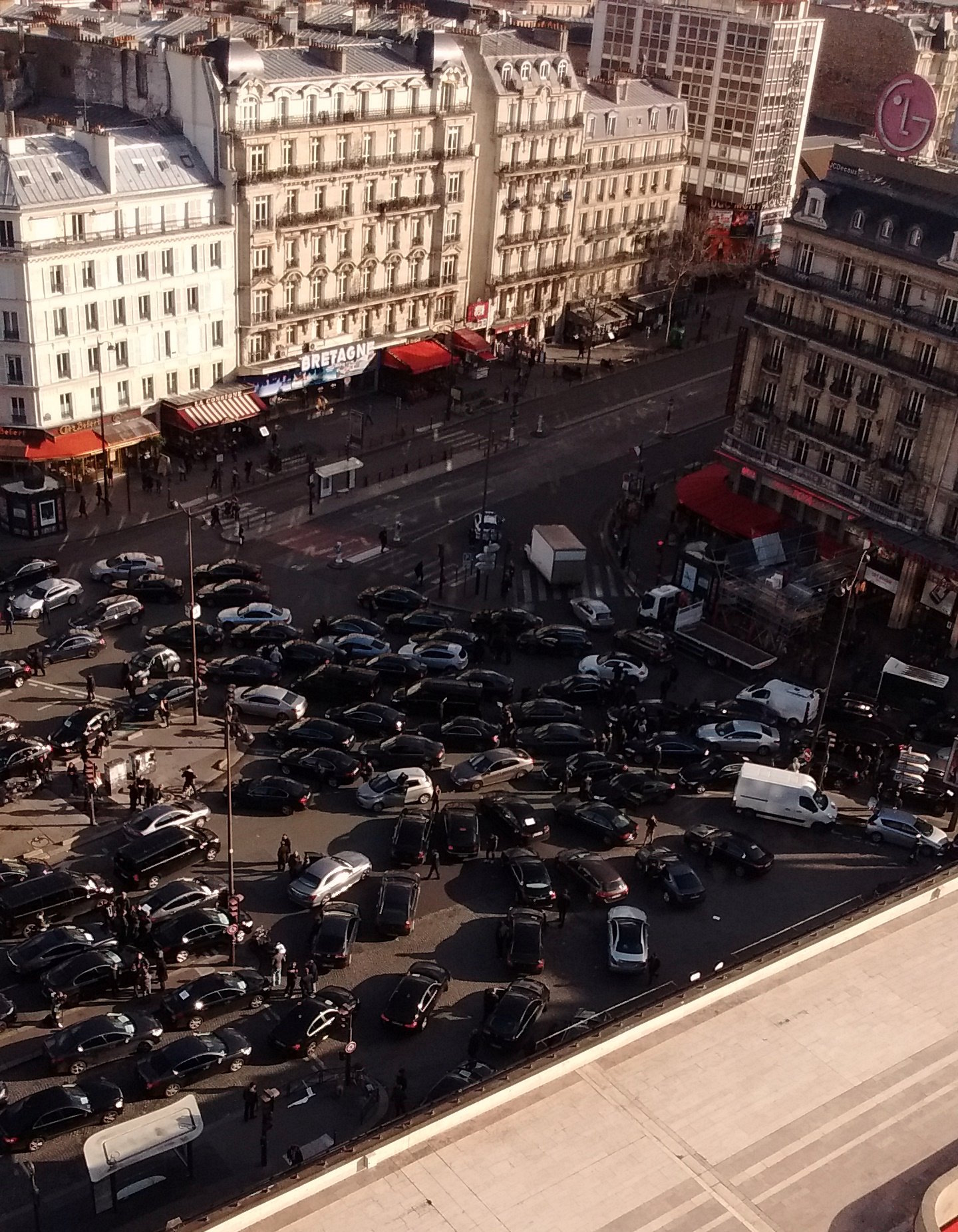
2016年2月3日、パリのモンパルナス行われたUberドライバーによるデモ活動

2014年1月13日、パリのタクシー運転手がシャルル・ド・ゴール空港付近で運賃の過当競争に抗議する目的でUber車両を襲撃する。
2014年10月17日、フランスの裁判所はUberが違法であるとの判決を下し、UberPopは営利目的の相乗りを禁止する既存の規制に違反しているとして、Uberに対し100,000ユーロの罰金を科した。
2014年12月12日、裁判所は、Uberはフランス国内でそのサービスの一部を大衆に宣伝することはできないと裁定し、違反した場合、1日25,000ドルの罰金を下すと警告。
UberPoolはパリで営業を続け、フランスのドライバーと乗客を積極的に勧誘し続けている。
2015年6月25日、パリのタクシー運転手らは反Uber抗議デモ活動でパリを封鎖し、抗議活動は過激さを増した。 ミュージシャンのコートニー・ラブは抗議デモに巻き込まれており、この際利用したUber車両が襲撃対象となったことで、ラブは自身と運転手が人質に取られる様子をSNS上でライブ配信した。
2015年6月、フランス当局はUberのマネージャー2名を欺瞞的商法、違法なタクシー運転行為の扇動への加担、個人情報の違法な蓄積など6つの容疑で逮捕した。
2015年7月5日、Uberはフランス政府の圧力に直面しており、裁判所の決定を待つ間、UberPopの営業を一時的に停止した。
2015年9月22日、フランスの最高憲法機関はUberPopを禁止する法律に対するUberの上訴を却下した。
2016年6月、パリの裁判所は2015年にUberPopサービスを違法に運営していたとして、Uberに80万ユーロの罰金を科し、半分を執行猶予処分とした。

### ドイツ
2014年初頭、ベルリン当局は、ベルリン、ミュンヘン、フランクフルト、ハンブルク、デュッセルドルフの各都市で営業していたUberに対し、ベルリンタクシー協会が提訴した事案を受け、Uberに対し2度にわたる不利な判決を下した。最初の判決は2014年4月に下され、Uberのリムジンサービスが現地の法律に違反しているとみなし、2014年8月13日の判決では、安全性の懸念からベルリンでの営業が禁止された。コンプライアンス違反に対する25,000ユーロの罰金を含む後者の判決は、無資格の車両と適切な保険に加入していない無資格のドライバーに関する問題を挙げている。
2014年8月28日、フランクフルトの裁判所は、タクシー・ドイチュランドからの上訴を受けUberに対して即時営業停止命令を下した。仮処分はドイツ全土に適用され、違反した場合、1乗車あたり25万ユーロの罰金が含まれていた。仮処分に違反した場合、Uberのドイツに拠点を置く従業員は最大6カ月の禁固刑となり、同社は罰金を科される可能性も有していた。なお、UberBLACKは判決の影響を受けていない。
2014年9月16日、フランクフルト地方裁判所は仮処分を取り消し、Uberに対しドイツでの営業を再び許可した。裁判長はタクシー・ドイチュランドが勝訴するであろうとの大方の予測に関し言及しており、どのような裁判も営業開始から2ヶ月以内に提訴する必要があり、単に提訴が遅かったことを指摘した。
2015年3月18日、フランクフルト地方裁判所は、ドライバーの適切な免許と保険契約が無いとして、UberPopの全国的な禁止判決を下した。この命令に違反する毎に25万ユーロの罰金が科される。
2015年10月、Uberは、旅客運送免許を保有するドライバーを必要とするUberXとUberBLACKのサービスに営業を限定した。
2018年11月、Uberはデュッセルドルフで、旅客運送免許を持つ運転手やタクシー会社と協力して事業を開始した。

### ギリシャ
2018年4月、すべての乗車はフリートパートナーの指定された場所または駐車エリアで開始および終了することを義務付ける規制が実施された後、Uberはギリシャでのサービスを停止した。

### 香港
2015年8月11日、香港警察は違法タクシー撲滅を目的としたおとり捜査を行い、YouTube上で動画配信を行っていた5人のドライバーを逮捕し、Uberのオフィスに対し家宅捜索を実施した。香港政府の投資機関である「InvestHK」は、自社のウェブサイト上でUberを成功事例の一つとして推奨していたが、後にその推奨記事は削除された。
2016年にはドライバーへの賃金未払い問題が発生しており、ドライバーらは動画サイト上に告発動画を投稿した。しかし、Uber側のオンライン責任者がこの動画を削除。この対応に不満を抱いたドライバーらはUberの電気自動車用充電ステーション上でこの責任者と出会った際、首を掴み、殴る蹴るの暴行を加えたことで逮捕された。暴行を加えた3人には実刑判決が下されている。
2018年3月15日、地元のタクシー運転手のグループが香港警察本部の前で抗議活動を行い、無免許タクシーに対する法的措置を要求。また、Uberが虚偽で誤解を招くような書類を使って国民に対し嘘をついているとして非難した。同日、別のタクシー運転手のグループが金鐘地区で正午に30秒間クラクションを鳴らし抗議した。グループは、もし政府が何も行動を起こさなければタクシー車両をこの地域に殺到させると脅迫した。

### ハンガリー

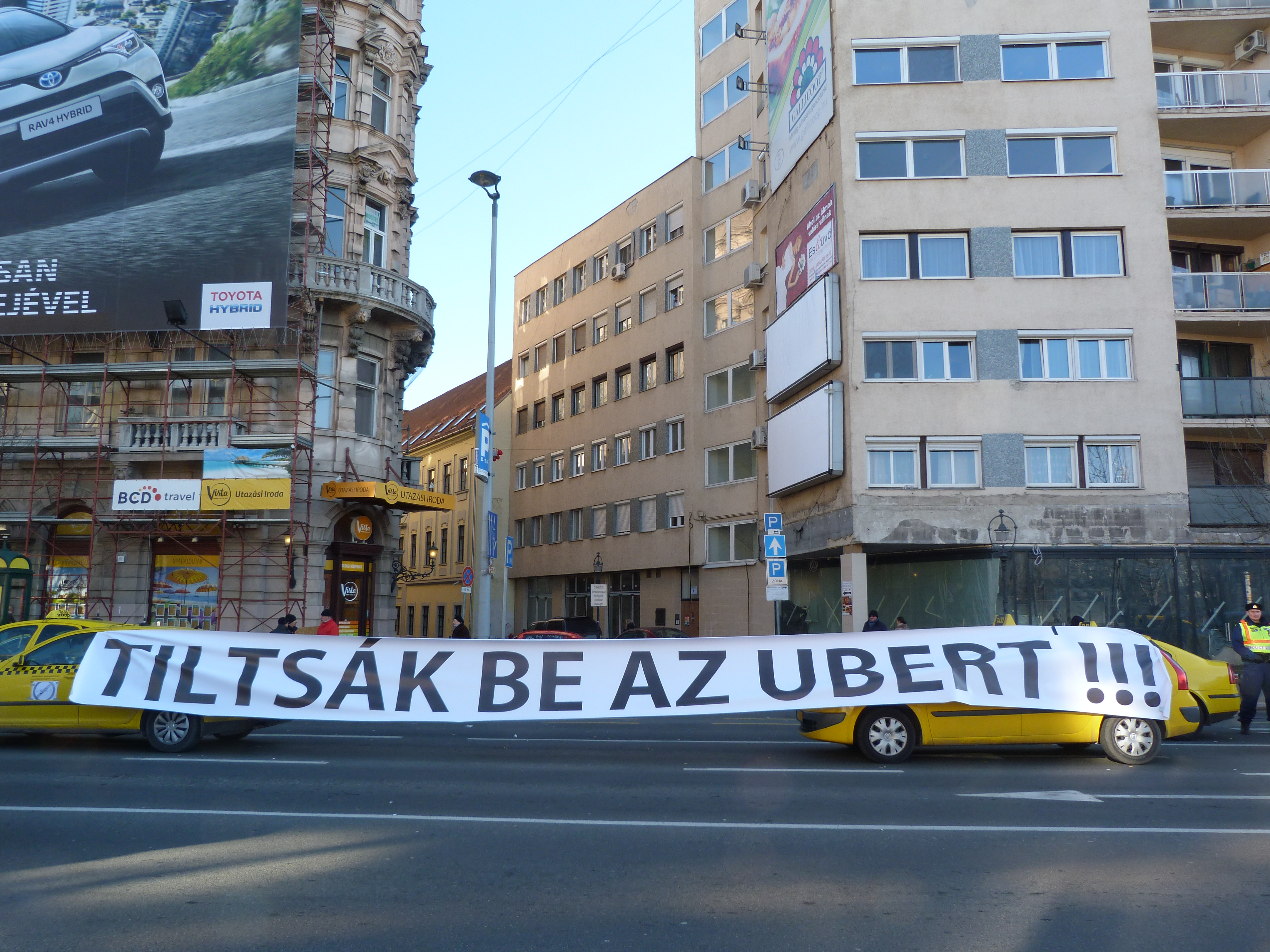
ブダペストで行われたタクシードライバーらによる抗議活動。横断幕には「tiltsák be az ubert !!!（Uberを廃止せよ！）」と書かれている

2016年7月、Uberはハンガリーで違法なタクシーサービスであるとの判決が下された結果、Uberは営業を停止した。しかし、同様のサービスである「Bolt」はハンガリー国内で営業を継続している。

### インド
ハイデラバード
ハイデラバードの道路交通当局は、インド内務省がライドシェア会社の運営を停止するよう全州に勧告した翌日、Uberも禁止した。交通局の広報担当者は、Uberは同市で営業するための免許を保有していないと述べ、Uberの利用を中止するよう市民に求めた。
カルナータカ州
ラージナート・シン内相が2014年12月9日に国会上で、無登録・無許可のタクシーサービスを禁止するようすべての州および連邦直轄領に勧告したと発表した後、カルナータカ州政府は2014年12月11日にUberを禁止した。
ニューデリー
2014年12月、ニューデリーにおいて、Uber運転手による乗客へのレイプ容疑を受け、Uberは地元警察による強制手続きに従わなかったとして、ニューデリーから追放された。なお、この運転手は2011年にも性的暴行を与えた罪で起訴され、その後無罪となっている。報道が行われてから2日間で約7,000人がUberに対し米国での事業と同様、7年毎の身元調査を義務付けるよう求める嘆願書に署名。この事件によりデリー運輸省はUberを禁止した。Uberはインド政府と協力し、「商業輸送免許プログラムには現在存在しない明確な身元調査を確立する」とする声明を発表した。
デリー運輸省は、Uberを禁止するにあたり、Uberが違反したいくつかの規則を挙げた。ニューデリーのラジオタクシー制度（2006年）によれば、すべてのタクシー事業者は、2013年の会社法（または1956年法とも）に基づく会社であるか、1860年の社会登録法に基づく団体でなければならないとされる。さらに、タクシー事業者は、すべてのタクシーに十分な駐車スペースを提供し、配車室を収容することができる十分な広さの事務所スペースを確保し、免許ごとの必要最低車両台数（500台）を維持し、すべての車両に対し勤務中、配車室と常時通信することができるGPS/GPRS追跡システムを取り付けなければならない。規則ではまた、タクシー免許取得者は、警察による確認、監督、従業員の行動など、運転手の質を保証する責任があると規定している。

### インドネシア
2016年3月22日、ジャカルタで数千人のタクシー運転手がUberと類似サービスのグラブに反対するデモを行う。デモでは、イスタナ・ムルデカ、DPR/MPRビル、通信情報省中央オフィスなど、いくつかの場所が標的となった。タクシー運転手らは、グラブやUberなどライドシェアアプリ利用者数の増加により売り上げが減少していると訴えた。デモ参加者はまた、政府がアプリを禁止し、この問題に関する政令を発表することを要求した。
2019年1月、インドネシアはグラブやGojekなどのライドシェアリング企業が請求する運賃を固定制にする計画を発表した。

### イスラエル
2014年8月、テルアビブ地域で限定的なサービスを初めて導入した。しかし、2017年11月、テルアビブ地方裁判所は、Uberがイスラエルで自家用車を利用し営利目的で営業することは、法規制されているタクシーの保険が適用されないという理由で永久差し止め命令を下した。Uberは「Gett」など他のクラウドソーシング型ライドシェア企業と同様、認可されたタクシーでのサービスを提供することが認められた。Uberはベンヤミン・ネタニヤフ首相の支持を得ていたが、裁判所はUberに反対するタクシー会社やタクシードライバーを支持する判決を下した。

### イタリア
2015年5月25日、イタリアの裁判官は不正競争行為を理由にUberアプリを禁止する判決を下した。
2017年2月、タクシー運転手らがストライキを実施。
2017年4月6日、裁判官は、不正競争行為を理由にイタリア全土でUberに関する各種サービスアプリ全てを禁止する判決を下した。
2017年11月、タクシー運転手らは再び大規模な全国的ストライキを実施した。

### 日本
2015年2月、Uberは産学連携機構九州（九州大学の産学連携法人）との共同事業として、福岡市でライドシェアの実証プログラム「みんなのUber」に着手したが、国土交通省が「自家用車による運送サービスは白タク行為に当たる」としてサービスを中止するよう指導し、同年3月に実証実験を中止している。
2018年9月、Uberは名古屋を拠点とするフジタクシーグループと提携し、名古屋地区においてユーザーがアプリを通じタクシーを呼べるサービスとして開始された。Uberは当初350台のタクシー車両でスタートした。以後、日本ではUberはライドシェア事業者では無く「タクシー配車アプリ」事業者として、タクシー事業者と顧客との間の仲介事業のみを手がけている。
2024年4月、「日本版ライドシェア」と呼ばれる自家用車活用事業（タクシー事業者の管理の下で自家用自動車による有償輸送を行う制度）が誕生し、Uberの日本法人であるUber Japanもタクシー事業者による自家用車活用事業の導入支援に乗り出すことを表明した。

### マレーシア
2014年10月15日、5人のUber運転手が10月1日から開始された道路交通局（JPJ）による取り締まり「Ops Teksi Uber 2014」作戦で摘発された。4台の車両はそれぞれの所有者の下に返却され、書類は陸上公共交通委員会（SPAD）による更なる調査が行われるまでの間没収された。2014年10月17日、道路交通局はドライバーに対する取り締まりを継続。2014年10月から2015年10月にかけ、陸上公共交通委員会は、Uberアプリを利用し車両を追跡するなどの多くの方法を駆使し、44台の車両を押収した。また、一部のタクシードライバーは自らUber車両を摘発し警察に引き渡すなどを行った。
2017年7月、Uberを合法化する法案が可決された。

### モロッコ
2015年7月にカサブランカでサービスを開始したが、サービスが合法であることが明確でなかったため、2018年2月にモロッコでのサービスを停止した。

### オランダ
2014年12月8日、オランダの裁判官はUberPopを禁止し、10万ユーロの罰金と逮捕されたドライバーに対し4万ユーロの罰金を科した。当初Uberは営業を継続していたが、オランダ当局による強制捜査が行われた結果、2015年11月にサービスを停止した。

### ニュージーランド
2015年1月、Uberの車両数台が陸運法に違反しているとして停車させられ、警察の職務質問を受ける。このうち運転手2人が陸運法違反で起訴され、最高10,000NZドルの罰金が科された
。
2015年1月20日、クレイグ・フォス運輸大臣は、Uberを含むタクシー事業と私用ハイヤーサービスを包括する規則は、2015年中旬までにニュージーランド当局によって法令の見直が検討されていると述べた。
2016年4月と5月にニュージーランド運輸局（NZTA）は、現規制を遵守していない17人のUberドライバーに対し警告文の送付を行う。
2017年8月3日、Uber現地法人のリチャード・メンジーズゼネラルマネージャーは、Uberが正式に公共交通機関の一部として認められ、これは、ニュージーランドで合法的に営業できることを意味すると発表した。その後Uberイーツがニュージーランドで開始された。
2022年10月25日、ニュージーランド雇用裁判所のクリスティーナ・イングリス裁判長は、ニュージーランドで営業するUberのドライバーは請負業者ではなく従業員であり、ニュージーランド法の下で様々な労働者の権利と保護を受ける権利があるとの判決を下した。イングリスは、ドライバーは独立した請負業者であるというUberの立場に異議を唱えていた4人のUberドライバーを支持する判決を下した。これに対し、Uberは雇用裁判所の判決を不服とし控訴する旨を発表した。

### ノルウェー
Uberは2014年にノルウェーで営業を開始した。
ノルウェーの職業運輸法によれば、「公共空間における一般公衆を対象とした」旅客輸送に料金を請求するにはタクシー免許が必要である。2015年、裁判所はモバイルアプリを通じた通信は「公共空間」と見做されないと判断したため、Uberの運転手は無罪となった。
2017年10月30日、UberはオスロでのUberPOPサービスを停止し、UberBLACKとUberXLサービスの運営を継続した。

### フィリピン
2014年10月23日、マニラ首都圏開発庁の勧告により、フィリピン陸運フランチャイズ規制委員会（LTFRB）は、Uberアプリの使用に対し120,000PHPから200,000PHPの罰金を科した。同委員会の広報担当者は、Uberが国内で営業するための認可されたフランチャイズ権利を有していなかったため罰金が科されたことを述べた。LTFRBはまた、フィリピン下院がUberに適切な法的フランチャイズ権利を付与すれば、Uberはマニラ首都圏で営業することが可能であると述べている。
2014年10月30日、運輸通信省からの介入後、LTFRBはUber車両を検挙するキャンペーンを一時停止した。
2015年5月10日、タクシー会社が反発する中、ライドシェアリング企業が合法的に営業可能となった。営業にあたりGPSシステムの設置、非過走行車両、適切な許可を必要としている。2015年8月19日、Uberは政府登録に応じ、グラブに次ぐ国内2番目のライドシェア企業となった。
Uberは2017年7月26日から自社のシステム内でドライバーを登録しないようにというLTFRBの命令に従わなかったため、2017年8月14日から1ヶ月間営業停止命令が下された。
2018年8月、フィリピンは運賃の透明性、予約の承諾率、苦情への迅速な対応などを含むライドシェアリング企業に対する罰則を含んだ追加規制を定めた。また、グラブの市場シェア率は93％であった。

### ポーランド
2014年にワルシャワでUberのサービスが開始されたことを受け、ワルシャワタクシー運転手組合委員長は「我々は政治家に圧力をかけ、（タクシーサービスを提供する企業に対する）規制を変更するよう要求する」と述べた。
2017年6月、2,000人のタクシー運転手による抗議活動の後、マテウシュ・モラヴィエツキ副首相は、ポーランドがUberに対してさらなる規制を課す可能性があると発表した。
2018年4月、ポーランドはUberやTaxifyなどのライドシェアリング企業に対する新たなライセンス要件を発表した。

### ポルトガル
2016年4月29日、ポルトガルの主要都市でタクシー運転手2,000人による抗議活動が行われた。
2016年10月、数千人のタクシー運転手が、ライドシェアリング会社を合法化し規制する政府の計画に抗議するため、リスボン国際空港への主要道路を封鎖した。
2017年12月、Uberは違法との判決が下された。
2018年11月、Uberおよびライドシェアリングは、いわゆる「Uber法」によって再び合法となった。 法律45/2018によれば、「TVDE」と称される電子プラットフォームに基づく自家用車両による個人および有償の旅客輸送の法的枠組みを確立した。これにより、ライドシェアリング企業は、ライセンスを取得したTVDE事業者として再び営業することが可能となった。TVDEのドライバーは、最低3年間運転免許を保持し、コミュニケーション、対人関係、プロフェッショナリズムをカバーする特定のトレーニングコースを修了している必要がある。

### ルーマニア
2015年5月、ルーマニア議会は無許可ドライバーによる旅客輸送サービスを禁止する法案を採択し、事実上Uberは違法となったが、Uberは法廷闘争を繰り広げながらルーマニア国内での営業を継続している。
2018年6月、Uberはクルジュ＝ナポカで禁止された。
2019年6月25日、ルーマニア政府はUberやボルトなどのライドシェアサービスを規制する緊急条例を可決した。この法律は2020年2月1日に施行された。

### サウジアラビア
2017年3月、サウジアラビアはライセンス要件を理由に、Uberとカリームに対し空港で乗客を乗車させることを禁止した。サウジアラビアはこれ以前からライドシェアリング企業が非サウジアラビア人をドライバーとして登録することを禁止している。

### シンガポール
2017年2月10日、シンガポール陸運交通庁（LTA）は、Uberやグラブのサービスを利用した自家用ハイヤーはチャイルドシートの義務から免除されないとの裁定を下した。安全上の理由からシンガポールのすべての車両は、身長1,35m未満の乗客に補助座席またはチャイルドシートを装着しなければならない。
2017年3月、LTAはプライベート・ハイヤー・ドライバーの職業免許（PDVL）と呼ばれるプライベート・ハイヤー・カーのための新しい規制を導入し、2017年7月に発効した。これは公共交通機関の利益を確実に保護するためである。
2018年9月、ライドシェアの市場競争を推進させる試みとして、ドライバーはグラブの専属として登録することができない仕組みを義務付けた。
2020年9月、ドライバーの年齢を30歳以上でシンガポール市民であることを義務付けており、これは、ドライバーの供給過多を改善する目的であるとされる。これまで運転免許を2年間保持していれば、シンガポール人と永住権保持者（PR）の双方にPDVLの申請が可能であり、このことからドライバーは20歳でも登録可能であった。

### 南アフリカ
2015年、ケープタウンでUberの営業目的で運行していた300台以上の車両を押収した。地元の交通当局は、サービスが適切な許可を得ずに運営されていると述べた。
2016年6月3日、ケープタウンにおいてタクシー運転手が市内の空港への道路を封鎖し、Uber運転手を襲撃し、車から乗客を強制的に引きずり降ろす事件が発生。
2018年7月、ヨハネスブルグにおいてUberとタクシー双方がストライキを起こし道路を封鎖した。また、ストライキに参加しなかった運転手のスマートフォンを強奪した3件同様のケースが発生している。
2018年8月、Uberは、多くのドライバーが政府機関からの許認可の遅れに直面しているとして、ドライバーに無許可で営業させることを禁止し、最高10万レアルの罰金を科す新法に反対した。

### 韓国
ソウル特別市庁は2014年7月、Uberを禁止する意向を表明する公式声明を発表した。同政府は、韓国の法律では未登録の自家用車やレンタル車両を利用した有償旅客事業は禁止されており、2014年4月にはソウル市の運転手がUberを利用してレンタカーで客を勧誘したとして100万ウォンの罰金が科されている。また、市政府は2014年6月にUberに対し警察の捜査を開始したが、証拠不十分により要請は中断されたが、7月の声明では捜査が再開されることが示されている。
2014年12月、Uberはソウル中央地検が、適切な免許を持たない個人または企業が輸送サービスを提供または促進することを禁止する韓国の法律違反に関して、Uberと代表であるトラビス・カラニックに対し起訴状を発行したと発表した。
2015年3月、Uberは当局との法廷闘争の後、韓国でのUberXサービスを停止した。

### スペイン
2014年12月9日、個人ハイヤーに関する法的規定がない中、判事はUberに対し、スペインにおけるすべての営業の停止を命じた。判決後の声明でスペインの裁判所は、ドライバーは「仕事を遂行するための行政認可を欠いており、彼らが遂行する活動は不公正な競争を構成する」と述べた。同社は2014年12月30日にスペインでの事業を停止した。
Uberは2016年3月にスペインでの事業を再開し、資格を持ったドライバーのみを採用した。
2018年8月、政府がライドシェア企業の免許に制限を設けることに合意した後、スペインのUberドライバーは6日間のストライキを終了した。

### スイス
2017年8月、Uberはその合法性をめぐる論争の後、チューリッヒでのUberPOPサービスを停止した。バーゼルとジュネーブでは継続してサービスを提供している。

### 台湾
2014年12月6日現在、Uber台湾は2014年12月5日にアプリの停止を含む違法営業の罪で100万台湾元以上の罰金が科されている。車両保険の未加入、営業許可証のないビジネスまがいの営業、乗客が知ることができない従量制運賃であり、これは交通通信部の認可を受けていない従量制運賃制度であること、所得税の申告や税金の未納などが問題となった。これにより多くのドライバーが免許停止処分となった。 2014年12月、運輸通信省は同社が国内法に違反して無免許タクシーを営業しており、政府はサービスの排除を検討していると発表した。
2017年1月6日に導入された新しい規則の後、Uberは2週間で2億3,100万台湾ドル（約11億円）の罰金が科されている。2017年2月2日、Uberは罰金後に台湾でのサービスを停止すると発表した。
2017年4月、台湾でのサービスを再開した 。
2019年に「Uber条項」と呼ばれる交通管理条例第103条第1項の改正が行われ、ライドシェア企業が車両レンタル業者と提携を結ぶことを禁止した。 同年、台湾は多目的タクシーサービス（多元計程車）への運転手試験制度を開始。多元計程車では、運転手の用意した自家用車（所有、もしくはリース）を使い、白に赤字の営業用ナンバープレートが交付されるが、従来の黄色い車両（タクシー）、社名表示灯を使用する必要はなく、従量制の運賃が支払われるが、集客はアプリ、もしくはタクシー会社を通した配車に限定される。

### トルコ
2018年6月2日、イスタンブールのタクシー運転手らからの圧力を受け、エルドアン大統領はトルコでUberは「終わった」と宣言し、営業禁止となった。

### タイ
Uberの低料金をめぐりタイのタクシー運転手らから懸念の声が上がったことを受け、2014年11月28日、タイの自動車法B.E.2522法に基づき、Uberの車両はタイで適切な登録がされておらず、タイのUber運転手は適切な免許を取得していないうえ、クレジットカードを所持していない人を差別しているとして、Uberは違法であるとされた。この発表の後に警察に捕まったUberのドライバーは最高4,000バーツの罰金に直面した。
2016年5月、Uberはバイクタクシーサービスの停止も余儀なくされた。
2017年3月、タイの運輸当局はグラブやUberなどのライドシェア企業の取り締まりを開始し、政府に禁止するよう求めた。

### アラブ首長国連邦
アブダビ
Uberは2013年にアブダビでサービスを開始。2016年8月、一部のドライバーが規制違反で拘束されたため、アブダビではUberとカリームが営業停止となったがカリームは2016年12月に運行を再開した。
Uberは2018年11月にアブダビでのサービスを再開した。
ドバイ
ドバイを拠点とするカリームは2012年にサービスを開始した。
Uberは2013年にドバイでサービスを開始。2017年1月、規制当局との長い争いの後、Uberはドバイの道路交通局と協定を結び、規制対象となった。この契約に基づき、Uberはドバイの運送会社法に従い、市内に約14,000台の車両を配備する権利を得ている。

### イギリス
2016年10月28日、ロンドン中央雇用裁判所は、Aslam v Uber BV事件において、Uberのドライバーは自営業者ではなく従業員であり、1998年全国最低賃金法に基づく最低賃金、有給休暇、その他の通常の労働者の権利を受ける権利があるとの判決を下した。2人のUberドライバーは、Uberロンドンの運転者団体を代表し、一般労働者組合であるGMB組合の支援を受けテストケースとして雇用裁判所に提訴していた。なお、Uberはこの判決を不服として控訴した。11月10日、裁判所は中央雇用裁判所のUberに対する判決を支持。2018年12月、Uberは控訴裁判所での上訴に敗れたが、連合王国最高裁判所への上訴の許可を得た。
2018年11月、Uberは、全世界の3,500万人のユーザーに影響を与えたデータ漏洩と、週給制度を含んだ370万人の詳細な運転手のデータ漏洩に対し、1998年データ保護法に基づき38万5,000ポンドの罰金が科された。
ロンドン
2014年6月11日、認可タクシー運転手組合のメンバーであるハックニーキャリッジ（ブラックキャブ）の運転手らは、ロンドン交通局がUberの距離と所要時間に基づく運賃計算を止めることを拒否したことに対する抗議として、ロンドンにおけるタクシーメーターを使用する唯一の企業である自分たちへの権利を侵害する行為だと批判し、交通を麻痺させた。翌週、ロンドンのボリス・ジョンソン市長は、「司法審査無しの措置はリスクを伴い」Uberを禁止することは「難しい」と述べたが、ブラックキャブの運転手らの見解に同情を示した。2015年10月16日、ロンドン交通局がUberのアプリによる運賃計算方法がタクシーメーターの定義に該当するかどうかを判断するために高等法院に提訴した結果、ロンドンでは合法であるとの判決が下された。
2017年9月22日、ロンドン交通局は、同月末で失効する予定だったUberの現地サービスプロバイダーのライセンスを更新しないと発表。ロンドン交通局は、重大犯罪の報告、健康診断書の取得、ディスクロージャー・アンド・バーリング・サービスのチェック、警察のおとり捜査を回避する違法ソフトウェア「Uber#Greyball」の使用に対する同社の姿勢に懸念があるとして、Uberロンドンはプライベート・ハイヤー・オペレーター・ライセンスを保持する「適切な」会社ではないと宣言した。Uberはこの決定を不服とする意向を示した。2018年6月26日、ウェストミンスター治安裁判所は追加条件付きで15ヶ月間のライセンスを認めたが、Uberは5年間のライセンス契約を申請していた。
2019年11月25日、ロンドン交通局はライセンスの更新を認めない方針を決め、Uber側は裁判所に異議申し立てを行なっていたが、2020年9月28日、裁判所はUberの営業継続を認める判決を下した。2023年11月29日、これまで対立してきたブラックキャブとの提携を発表。ブラックキャブの運転手はUberを通じて乗客の配車を獲得することが出来るようになる。
ヨーク
2017年12月12日、ヨークのギャンブルライセンス規制委員会は、2016年のデータ流出事件と同社と運転手に対する複数の苦情を理由に、Uberの免許更新を拒否することを決議した。Uberはフィリップ・コルヴィン市長とヨーク市評議会を相手取り裁判所に提訴した。
2018年3月14日、Uberは許認可を再申請するため上訴を取り下げた。 2018年11月、法律専門家がUberのドライバーは「無免許事業者として営業している」と主張したため、市はUberの合法性を調査している。

### アメリカ
アラバマ州
2018年7月、アラバマ州全域でUberやリフトといったライドシェア会社が合法化された。
アラスカ州
2015年9月、Uberはアラスカ州に77,925ドルを支払い、アンカレッジでの営業を一時停止した。州は、Uberがドライバーを従業員ではなく請負業者に誤って分類しており、違法であると主張した。
アーカンソー州
2015年のアーカンソー州の法律では、ライドシェアリング会社はそれぞれ15,000ドルの年会費を支払い、ドライバーを審査することを義務付けている。
カリフォルニア州
2011年5月、Uberはサンフランシスコ市交通局から、無許可のタクシーサービスを運営しているとして営業停止命令を受け、カリフォルニア公益事業委員会（CPUC）からも、無許可のリムジン配車を運営しているとして営業停止命令を受けた。これに対し、同社は「UberCab」から「Uber」に社名を変更した。2012年秋、CPUCはUber、リフト、サイドカーに対して営業停止命令を出し、それぞれ20,000ドルの罰金を科した。しかし、2013年にこれらの措置を撤回する暫定合意が成立した。
2013年6月、Lyft、Uber、SideCarはロサンゼルス運輸局から排除措置命令を受けた。
2013年9月、CPUCは、リフト、Uber、サイドカー、サモンなどを包括する「トランスポーテーション・ネットワーク・カンパニー」と呼ばれる新たなサービスカテゴリーを創設し、カリフォルニア州をこうしたサービスを認める最初の司法管轄区とすることで、協定を恒久的なものとすることを全会一致で可決した。
2014年9月17日、カリフォルニア州知事は2015年7月1日に発効する「議会法案第2293号」法案を承認した。同法案は、旅客運送事業者法（the Passenger Charter-party Carriers' Act）を改正し、ライドシェアサービスを行う企業を輸送ネットワーク会社（transportation network companies, TNC）と定義し、その参加運転手に対する賠償責任保険の適用に関する特定の要件を制定するものである。この法律における運転手とは、「輸送ネットワーク会社のオンライン対応アプリケーションまたはプラットフォームに関連して車両を使用し乗客と接続する者」と定義される。最低限必要な保険は、1人または1事故あたりの死亡および傷害に対して5万米ドルから10万米ドルで、物損事故に対しては3万米ドルと規定されている。法令違反は犯罪行為にあたるため、対応する「州が義務付ける地域プログラム」が実施される。
2016年4月、ロサンゼルスとサンフランシスコの両地方検事によって2014年12月9日に提訴された事件が解決した。検察側は、Uberがドライバーの身元調査について誤解を招くような説明をし、「安全な乗車料金（safe ride fee）」を偽って請求したと主張していた。この事件は、Uberが「道路上で最も安全な乗り物（safest ride on the road）」であると主張しないこと、「セーフライドフィー」の名称を「予約料金（booking fee）」に変更すること、そして1,000万ドルを支払うことに合意したことで解決した。サンフランシスコの市弁護士は以前、同様の申し立てについてリフトと法廷外で和解した。
2016年12月14日、カリフォルニア州自動車局はUberに対し、サンフランシスコでの自律走行車プログラムを中止するか、営業許可を取得するよう要求し、法的措置を取ると警告した。技術愛好家でありアリゾナ州知事のダグ・デューシーの招待に従い、Uberはアリゾナ州フェニックスに車両を移動させることを決定した。
コロラド州
2014年6月、コロラド州は「S 125」法が成立し、立法手続きを経てライドシェア会社の規則を可決した最初の州となった。
2023年5月、デンバー国際空港周辺でTNCドライバー（ギグ・ドライバーとも）らによる賃金や待遇改善、解雇に関する問題や労使組織を結成する権利を求める抗議活動が行われた。また、ライドシェア企業などに対し、ドライバーや乗客らに運賃の透明性などを明らかにする詳細情報を提供する法案が提出されたが、州上院委員会で否決された。なお、2019年には全米を含む全世界でTNCドライバーらによる抗議活動が繰り広げられている。
コロンビア特別区
2012年1月、ワシントンD.C.のタクシー委員会によるおとり捜査の一環として、Uberドライバーの車両が押収された。同委員会は同社が市内で無許可のタクシーサービスを運営していると述べた。Uber運転手によるソーシャルメディアキャンペーンを受け、D.C.市議会は2012年7月にライドシェアリング会社を正式に合法化することを議決したが、これはタクシー運転手による抗議活動を引き起こした。ワシントンD.C.市議会は2013年9月にライドシェアリング会社の運営を認める法案を可決した。
フロリダ州
2017年7月、フロリダ州でライドシェア会社を規制する新しい法律が施行された。この法律は、すべてのドライバーの身元調査を義務付けている。
ジョージア州
2014年9月、タクシー運転手によって、Uberの運転手が適切に免許を取得していないとして集団訴訟が起こされた。この訴訟はジョージア州最高裁判所によって棄却された。
ハワイ州
ハワイのライドシェアリング会社に影響を与える規制が2019年に提案された。
アイダホ州
2015年4月、アイダホ州でライドシェアリング会社が自ら規制を行うことで、市政府が課す規制や法律に対処する必要がないことを認める法律が可決された。この法律はUberのロビイストによって提案されたもので、特定の地方自治体が反対していた。
イリノイ州
2012年10月5日、Uberはシカゴのタクシー会社などから訴えられた。Uberは公共の安全、消費者保護、公正な慣行を保護するために設計されたシカゴ市の法律とイリノイ州の法律に違反したとして訴えられた。ライドシェアリング会社に影響を与える規制は2014年12月に承認された。
カンザス州
2015年5月、カンザス州でUberが合法化された。
ケンタッキー州
2014年12月、ケンタッキー州はライドシェアリング会社に対し、毎年の免許申請、ドライバーの身元調査、ドライバーの賠償責任保険加入を含む規制を課した。
ルイジアナ州
2019年6月、ルイジアナ州はライドシェアリング会社に関する州全体の規制を可決し、州全体での運営を許可した。
2023年8月、ライドシェア企業に対する乗車料金の引き上げや支払い賃金の改善、インセンティブの見直しなどを要求した抗議活動が行われた。
マサチューセッツ州
2012年8月1日、マサチューセッツ州基準局は、GPSベースのスマートフォンアプリは認証された測定装置（タクシーメーター）ではないとして、Uberに対して営業停止命令を出したが、8月15日、デヴァル・パトリック知事の働きかけにより、同局はその技術に関し国立標準技術研究所（NIST）によって評価中であり、これが十分な理由であるとして裁定を覆した。
Uberはボストンと利用客がアプリを使って市内または市外を移動した時期、場所、時間帯に関する四半期ごとのデータを共有する取り決めを行った。この情報は2015年2月に初めて市に提供され、報告書では乗客の利用データはすべて非公開とされた。
2016年7月、議会はライドシェア会社を正式に合法化し規制する法律を可決した。この法律では、身元調査、車両デカールと検査、保険、運転手の国家資格を義務付け、緊急事態宣言時や障害を持つ乗客への運賃の値上げを禁止し、運転手は21歳以上であること、苦情処理プロセスとライドシェア（ライド・フォー・ハイヤー）業界全体の経済性を見直す委員会を設置する。タクシーとは異なり、ライドシェア車両は路上で乗客を拾うための、所謂「流し」行為が禁止された。同法はまた、1乗車につき0.20ドルの課税を行い、都市交通とライドシェア経済発展の目的で市や町に分配することが取り決められた。
2020年7月14日、マサチューセッツ州司法長官は、Uberとリフトのドライバーはマサチューセッツ州の賃金・労働時間法における従業員であるとの判決を求める訴訟を起こした。これにより、運転手は最低賃金、時間外労働、有給休暇といった重要な労働上の権利や福利厚生の対象となった。
ミシガン州
2016年12月、ミシガン州はライドシェア企業に対する規制を制定した。
ミネソタ州
2014年7月、ミネアポリス市議会はライドシェアリング会社を合法化することをほぼ全会一致で可決した。
ミシシッピ州
2016年4月、ミシシッピ州のライドシェアリング会社を規制する州全体の規制が実施された。
2017年5月、ミシシッピ州ジャクソンの当局者はライドシェアリング会社に対する規制強化を望んでいた。
ミズーリ州
2017年4月、ミズーリ州ではライドシェアリング会社に運転者の身元調査の実施とライセンス料の支払いを義務付ける法律が可決され、ライドシェアリング会社は州全体で合法化された。
ネブラスカ州
2015年7月、Uberはネブラスカ州で合法的に営業する認可を受けた。
2017年10月、ネブラスカ州リンカーンのタクシー運転手は、ライドシェア運転手に身元調査と身体検査を義務付けるよう政府に請願した。
ネバダ州
2014年11月25日、ネバダ州ワショー郡のスコット・フリーマン地裁判事は、Uberに対する州全域での営業を差し止める仮処分を下した。この仮差し止め命令は、同社がネバダ州のすべての輸送サービスに義務付けられている「公共の利便性と必要性の証明書（certificate of public convenience and necessity）」を提出していなかったことに基づく。ネバダ州政府はまた、Uberの審査プロセスは消費者を保護するのに十分厳格ではなく、前述の規制に適合していないと主張した。Uberは、同社は旅客輸送企業ではなくアプリベースのIT企業であると主張し裁定に異議を唱えたが、同社の経営陣はネバダ州の事業を一時的に停止する決定を下した。
ニューハンプシャー州
ニューハンプシャー州で2016年に可決された法案では、各ライドシェアリング会社（各ドライバーではない）に対し年間500ドルの手数料を支払うことを義務付けている。また、各会社が州から認可を得ること、法律の規定を満たす各ドライバーの運転経歴書証明書を取得すること、ドライバーに賠償責任保険に加入することを義務付けることも含まれている。
ニューヨーク州
UberXは2012年10月、ニューヨーク市タクシー・リムジン委員会からの圧力を受け、ニューヨーク市での利用を停止された。Uberのプレミアムセダンサービスに影響はなかった。
2017年2月、ニューヨーク州上院はライドシェアリング会社のニューヨーク州北部への事業拡大を認める法案を承認し、Uberは2017年6月に同州でサービスを開始した。
ノースカロライナ州
2015年9月、パット・マックローリー知事はライドシェアリング会社を規制する法律に署名した。また、郡や自治体がライドシェアリング会社やドライバーに対して追加の規制を設けることも禁じている。
オハイオ州
2015年12月、オハイオ州ではライドシェアリング企業を管理する規制が実施された。ライドシェアリング会社は5,000ドルの許可料を支払い、ドライバーの身元調査を実施しなければならない。
オレゴン州

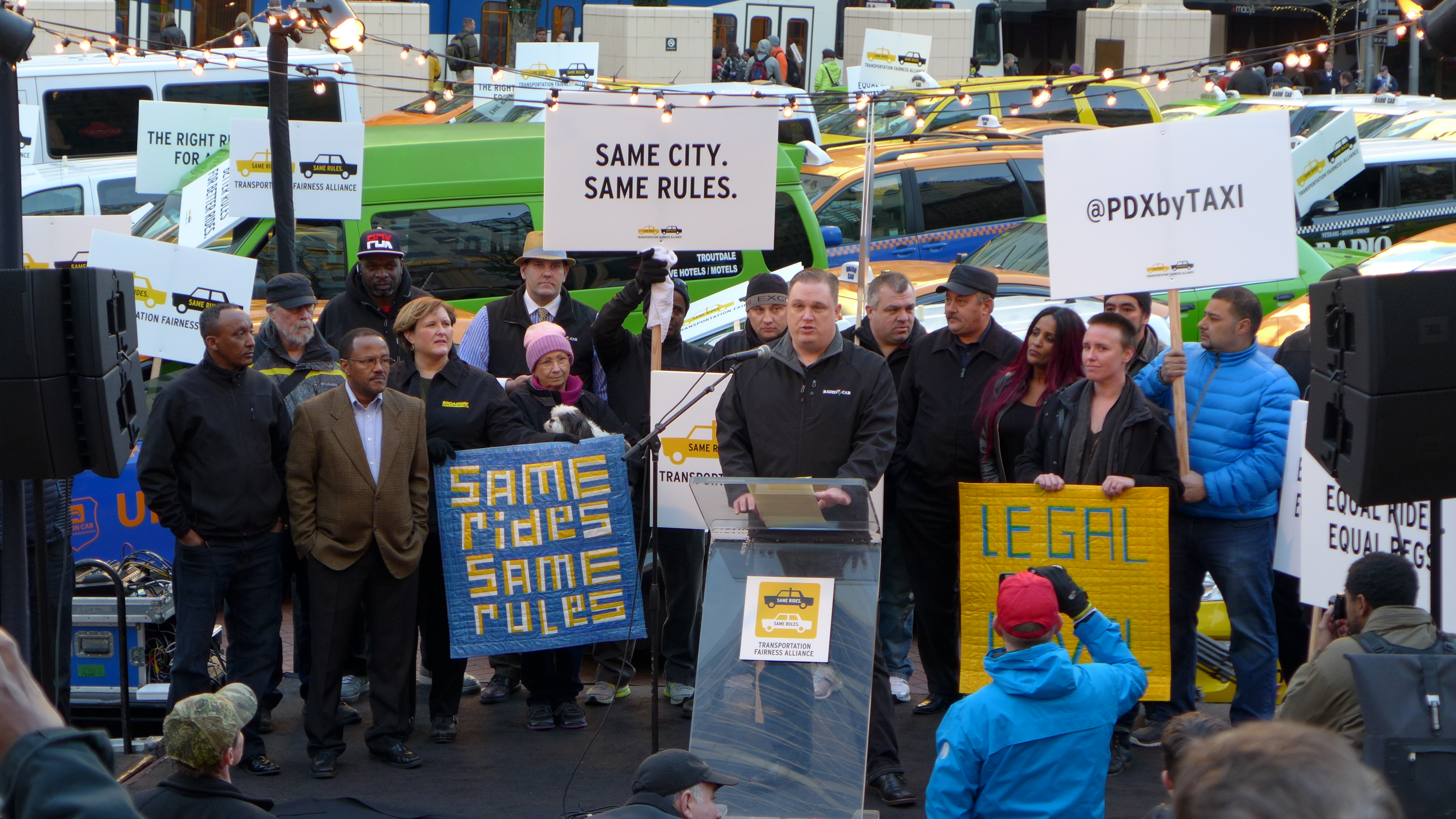
2015年1月、オレゴン州ポートランドで行われたタクシードライバーらによるUberへの抗議活動「Sama city. Same rules.（不公平であり同様にすべき）」と主張している

2014年12月8日、オレゴン州ポートランド市は、Uberが同市の民間ハイヤー輸送規則および行政規則に違反しているとしてUberを提訴した。裁判所は、Uberがポートランドで営業することを停止するよう求めた。Uberは、地元の規制の変更を待つ間、同市での営業を3ヶ月間停止した。
オクラホマ州
2016年2月、規制当局はUberやリフトなどのライドシェアリング会社に対する新規則を批准した。
ペンシルバニア州
2014年7月1日、Uberとリフトに対する罰金を実施した後、ペンシルベニア州公益事業委員会は両社に営業停止命令を下した。
ピッツバーグ
2014年12月、Uberとリフトは2年間の試験運用ライセンスを取得した。
2015年6月、Uberのドライバーはピッツバーグ国際空港で乗客を乗車させる資格を得ている。
フィラデルフィア
2014年12月、チェッカーキャブ・フィラデルフィアを含む44のタクシー企業はUberが市内で違法に営業しているとして訴訟を提起した。2015年3月3日、連邦地裁判事はUberに対する仮処分の申し立てを却下した。
2016年1月、フィラデルフィアのタクシーメダリオン（許可証）所有者らにより、Uberが不法干渉法に関与し、ランハム法（連邦商標法）に基づく虚偽広告に関与したとして、フィラデルフィアでUberに対して150万ドルの訴訟が提起された。この訴訟は2016年8月に棄却された。
フィラデルフィアは2016年11月にライドシェアリング会社を合法化した。
テキサス州
2017年5月、テキサス州はライドシェア企業への規制法「HB100」をテキサス州の専権事項とした。HB100はドライバーの年1回の身元調査を義務付けているが、指紋採取は義務付けられていない。
オースティン
2015年3月、UberPOOLは毎年恒例のサウス・バイ・サウスウエストを前にオースティンで営業を開始した。
2016年5月7日、Uberとリフトは、ドライバーの指紋に基づく身元調査の提出を義務付ける市の条例案を廃止にする住民投票が行われ、ライドシェアリング企業は支持を表明していたが、投票の結果否決された。これを受けオースティンでのサービス提供を終了すると発表した。
2017年5月、オースティンに係る規制はテキサス州HB100法によって上書きされ、Uberとリフトはオースティンでの営業を再開した。
ヒューストン
2016年後半、Uberはドライバーの指紋身元調査を含む様々な市の規制が負担が大きすぎると主張し、第51回スーパーボウルを前にヒューストンから撤退すると威迫。ヒューストン当局とUberは2016年12月に和解に達し、ヒューストンは少なくとも2017年2月5日まではドライバーの指紋照合を引き続き要求するが、ドライバーの薬物検査と身体検査の要件を撤廃した。
2017年5月、ヒューストンに係る規制はテキサス州HB100法によって上書きされた。
テネシー州
2014年12月にライドシェア会社に影響する規制が実施された。
バージニア州
2014年6月5日、バージニア州自動車局はUberとリフトの両社に対し、バージニア州内での事業停止を要求する中止勧告書を発行した。 2015年2月、ヴァージニア州でライドシェアリング会社が合法化された。
ワシントン州

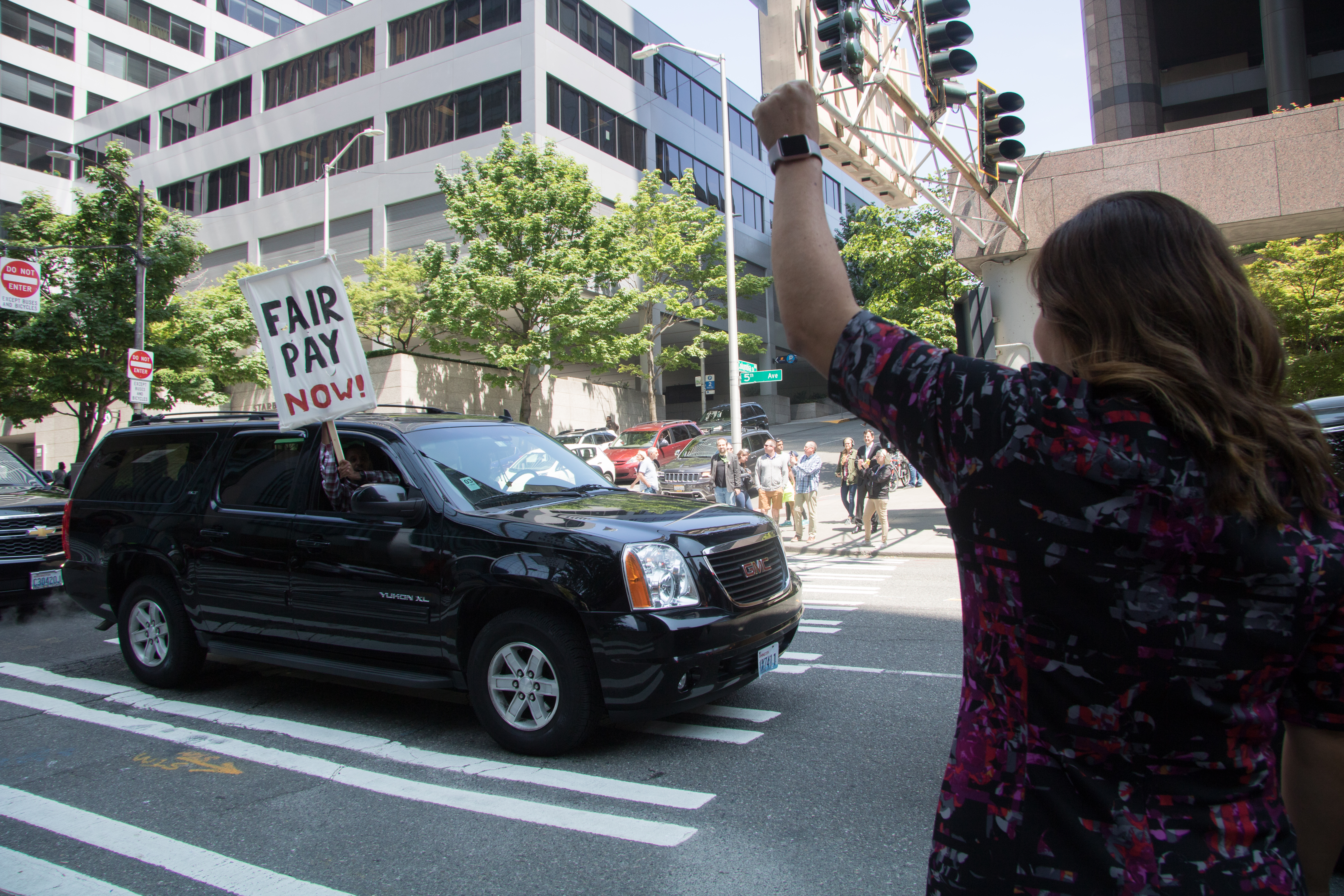
2019年5月にシアトルで行われたUberやリフトなどライドシェア企業に対する公平な賃金の支払いを要求するTNCドライバーらによる抗議活動。抗議活動は全世界で行われた

2014年3月、タクシー運転手らの理解を得るため、シアトル市議会はいかなるライドシェアリング会社の運転手も最大で150人までとする条例を可決した。しかし、2014年4月17日、タクシー連合はこの問題を住民投票で有権者に問うために36,000人の署名を獲得した後、エド・マレー市長は代替案を模索するため、45日間の交渉猶予期間を発表した。
Uberはシアトルにおけるライドシェア車両の台数を制限する条例の撤廃を求める政治団体「条例124441を撤廃するシアトル市民（Seattle Citizens to Repeal Ordinance 124441）」に対し613,000ドル以上の寄付を行っている。2014年6月、市長は台数制限のない状態でライドシェア企業を合法化することに合意したことを発表。この妥協案は2014年7月に市議会で可決された。
2018年12月、スポケーンはライドシェアリング会社のドライバーにタクシードライバーが支払うライセンス料と同等のライセンス料の支払いを義務付けるライセンス要件を制定した。
ウィスコンシン州
2015年5月、スコット・ウォーカー知事は、Uberやリフトとのようなライドシェアリング企業が地元の規制や監督なしに営業することを容易にする法案に署名した。
2017年8月、州上院議員はタクシー業界が支持する法案を提出し、ライドシェアリング会社に全運転手の指紋照合を含む犯罪歴調査を義務付けるとした。

### ウクライナ
2016年2月、キエフでタクシー運転手がライドシェア運転手の免許要件の欠如に抗議した。
2017年3月30日、リヴィウでタクシー運転手がUberとヤンデックス・タクシーに抗議した。